# Le Petit Chaléat
Le Petit Chaléat is een gehucht in de Franse gemeente Eclassan, departement Ardèche, regio Auvergne-Rhône-Alpes. Het gehucht ligt aan de Ay aan de overkant van Ardoix. Het is vooral bekend door de aanwezigheid van een camping.